# Swiss Music Awards
Gli Swiss Music Awards (in sigla SMAs o SMA) sono una manifestazione organizzata dall'associazione Press Play, di cui fanno parte IFPI Schweiz, SMPA, SUISA e Swissperform, e da Claim Event AG in collaborazione con Media Control AG e Migros, dove vengono premiati gli artisti, gli album, i singoli e le canzoni più popolari svizzere e internazionali.
Le prime 11 edizioni hanno avuto luogo nella città di Zurigo: nel 2008 e nel 2009 presso il Kaufleuten mentre dal 2010 al 2013 si è svolto alla Schauspielhaus Schiffbau. Dal 2014 al 2018, nel 2021 e di nuovo dal 2024 si svolge presso l'Hallenstadion e il pubblico ha la possibilità di acquistare i biglietti per presenziare all'evento. Nel 2019 e nel 2020 ha luogo nel centro congressuale e per eventi KKL di Lucerna. Nel 2022 e nel 2023 lo show si è svolto alla Bossard Arena di Zugo.
La premiazione viene trasmessa ogni anno il giorno successivo all'evento da ProSieben e dal 2011 anche da Rouge TV. Dal 2012 al 2020 è andata in onda in diretta su SRF zwei e dal 2013 anche sul canale romando. Dal 2016 al 2020 è stata diffusa anche su RSI LA2. Nel 2020, a causa delle misure di risparmio aziendali della SSR-SRG per contenere i costi, i diritti di trasmissione sono stati ceduti al canale televisivo privato 3+.
Nel corso delle cerimonie di premiazione il numero di statuette assegnate è aumentato e alcune categorie sono cambiate. Nel 2015, ad esempio, c'è stato uno stravolgimento dei premi: il Best Album Pop/Rock National e il Best Album Urban National vengono accorpati in un solo premio, il Best Album National. La stessa cosa avviene anche a livello internazionale con il Best Album International. I nuovi premi nazionali che si assegnano sono: il Best Female Solo Act, il Best Male Solo Act, il Best Group e l'Artist Award.
Quasi tutti i premi vengono assegnati tramite votazione online dei fan sul sito della manifestazione. Il premio per la Miglior canzone nazionale viene, invece, votato in diretta durante la serata di premiazione dal pubblico presente e dai telespettatori.

## Edizioni
| Anno | Data        | Sede          | Luogo   | Presentatori                                       | Emittenti televisive                                  |
| ---- | ----------- | ------------- | ------- | -------------------------------------------------- | ----------------------------------------------------- |
| 2008 | 27 febbraio | Kaufleuten    | Zurigo  | Marco Fritsche e Jubaira Bachmann                  | ProSieben                                             |
| 2009 | 19 febbraio | Kaufleuten    | Zurigo  | Melanie Winiger, Marco Fritsche e Jubaira Bachmann | ProSieben                                             |
| 2010 | 2 marzo     | Schiffbau     | Zurigo  | Melanie Winiger e Marco Fritsche                   | ProSieben                                             |
| 2011 | 3 marzo     | Schiffbau     | Zurigo  | Melanie Winiger e Marco Fritsche                   | ProSieben e Rouge TV                                  |
| 2012 | 2 marzo     | Schiffbau     | Zurigo  | Melanie Winiger e Mario Torriani                   | SRF Zwei, ProSieben e Rouge TV                        |
| 2013 | 1º marzo    | Schiffbau     | Zurigo  | Melanie Winiger e Mario Torriani                   | SRF Zwei, ProSieben e Rouge TV                        |
| 2014 | 7 marzo     | Hallenstadion | Zurigo  | Melanie Winiger e Mario Torriani                   | SRF Zwei, ProSieben, Rouge TV e Joiz                  |
| 2015 | 27 febbraio | Hallenstadion | Zurigo  | Melanie Winiger, Mario Torriani ed Andi Rohrer     | SRF Zwei, ProSieben, Rouge TV e Joiz                  |
| 2016 | 12 febbraio | Hallenstadion | Zurigo  | Melanie Winiger, Mario Torriani ed Andi Rohrer     | SRF Zwei, RSI LA2, ProSieben, Rouge TV, Joiz e One TV |
| 2017 | 10 febbraio | Hallenstadion | Zurigo  | Alexandra Maurer e Stefan Büsser                   | SRF Zwei, RSI LA2, ProSieben, Rouge TV e One TV       |
| 2018 | 9 febbraio  | Hallenstadion | Zurigo  | Alexandra Maurer e Stefan Büsser                   | SRF Zwei, RSI LA2, ProSieben, Rouge TV e One TV       |
| 2019 | 16 febbraio | KKL           | Lucerna | Stefan Büsser                                      | SRF Zwei, RSI LA2, ProSieben, Rouge TV e One TV       |
| 2020 | 28 febbraio | KKL           | Lucerna | Hazel Brugger                                      | SRF Zwei, RSI LA2, ProSieben, Rouge TV e One TV       |
| 2021 | 26 febbraio | Hallenstadion | Zurigo  | Nik Hartmann                                       | 3+, ProSieben, Rouge TV e One TV                      |
| 2022 | 25 maggio   | Bossard Arena | Zugo    | Marco Fritsche e Madeleine Sigrist                 | 3+, ProSieben, Rouge TV e One TV                      |
| 2023 | 17 maggio   | Bossard Arena | Zugo    | Marco Fritsche ed Annina Frey                      | 3+, ProSieben, Rouge TV e One TV                      |
| 2024 | 8 maggio    | Hallenstadion | Zurigo  | Melanie Winiger ed Annina Frey                     | 3+, ProSieben, Rouge TV e One TV                      |
| 2025 | 28 maggio   | Hallenstadion | Zurigo  | Melanie Winiger ed Annina Frey                     | 3+, ProSieben, Rouge TV e One TV                      |

## Categorie di premi

### Categorie presenti
- Miglior canzone nazionale
- Miglior canzone internazionale
- Rivelazione nazionale
- Rivelazione internazionale
- Miglior talento
- Miglior performance live
- Miglior interprete romando
- Miglior interprete nazionale
- Miglior interprete internazionale
- Miglior gruppo nazionale
- Miglior gruppo internazionale
- Artist Award
- Miglior interprete in streaming
- Artista emergente sui social media

### Categorie passate
- Miglior album pop/rock nazionale (2008-2014)
- Miglior album pop/rock internazionale (2008-2014)
- Miglior album urbano nazionale (2008-2014)
- Miglior album urbano internazionale (2008-2014)
- Miglior album dance (2008-2014)
- Miglior album internazionale (2015-2017)
- Miglior album (2008-2023)
- Miglior interprete femminile (2015-2024)
- Miglior interprete maschile (2015-2024)

## Premi speciali

### Jury Award (Outstanding Archiviement)
Questo premio è assegnato agli artisti per il loro contributo alla musica svizzera.
- 2008-2009: non assegnato
- 2010: Yello
- 2011: Polo Hofer
- 2012: Andreas Vollenweider
- 2013: non assegnato
- 2014: Züri West
- 2015: Krokus
- 2016: Peter Reber
- 2017: DJ BoBo
- 2018: non assegnato
- 2019: Sina
- 2020: Stephan Eicher
- 2021: Patent Ochsner
- 2022-2025: non assegnato

### Tribute Award
Questo premio è un tributo postumo agli artisti che hanno segnato la scena musicale elvetica.
- 2008-2010: non assegnato
- 2011: Steve Lee
- 2012: non assegnato
- 2013: Claude Nobs
- 2014: non assegnato
- 2015: Udo Jürgens
- 2016: non assegnato
- 2017: Mani Matter
- 2018: Martin Ain
- 2019-2021: non assegnato
- 2022: Endo Anaconda
- 2023-2025: non assegnato

## Statistiche

### Artisti con il maggior numero di premi vinti
| Artista            | N° premi |
| ------------------ | -------- |
| Patent Ochsner     | 9        |
| Stress             | 9        |
| Bastian Baker      | 7        |
| Bligg              | 7        |
| Nemo               | 7        |
| Züri West          | 6        |
| Adele              | 4        |
| Lo & Leduc         | 4        |
| Loco Escrito       | 4        |
| Stefanie Heinzmann | 4        |
| Ed Sheeran         | 4        |
| Imagine Dragons    | 4        |

### Artisti con il maggior numero di nomination
| Artista                                       | N° nomination |
| --------------------------------------------- | ------------- |
| Patent Ochsner                                | 14            |
| Bligg                                         | 13            |
| Stress                                        | 12            |
| Trauffer (3x con Gölä)                        | 12            |
| DJ Antoine (1x con Timati)                    | 11            |
| Beatrice Egli                                 | 11            |
| Gölä (3x con Trauffer)                        | 11            |
| Lo & Leduc                                    | 10            |
| Nemo                                          | 9             |
| Sophie Hunger                                 | 8             |
| Züri West                                     | 8             |
| Coldplay                                      | 8             |
| Bastian Baker (1x con Stress e Noah Veraguth) | 7             |
| Philipp Fankhauser                            | 7             |
| Seven                                         | 7             |